# Giro podaljšana kvadratna piramida
| Giro podaljšana kvadratna piramida | Giro podaljšana kvadratna piramida           |
| ---------------------------------- | -------------------------------------------- |
|                                    |                                              |
| Vrsta                              | Johnsonovo telo J9-J10-J11                   |
| Stranske ploskve                   | 3.4+8 trikotnikov 1+4 kvadratov 1 osemkotnik |
| Robovi                             | 44                                           |
| Oglišča                            | 20                                           |
| Dualni polieder                    | -                                            |
| Konfiguracija oglišča              | 4(3.43) 2.4(33.8) 8(34.4)                    |
| Simetrijska grupa                  | C4v                                          |
| Lastnosti                          | konveksna                                    |

Giro podaljšana kvadratna piramida je eno izmed Johnsonovih teles (J10). Kot že ime nakazuje, jo lahko dobimo iz kvadratne piramide z giro podaljšanjem (glej Johnsonovo telo), ki v tem primeru vključuje pridruževanje kvadratne antiprizme njeni osnovni ploskvi.

## Dualni polieder
Dualno telo giro podaljšane kvadratne piramide ima 9 stranskih ploskev: 4 trapezoidne, 1 kvadrat in 4 petkotne.
| Dualno telo giro podaljšane kvadratne piramide | Mreža dualnega telesa |
| ---------------------------------------------- | --------------------- |
|                                                |                       |